# デーンゼン
デーンゼン (ドイツ語: Deensen) は、ドイツ連邦共和国ニーダーザクセン州ホルツミンデン郡に属す町村（以下、本項では便宜上「町」と記述する）で、シュタットオルデンドルフを本部所在地とするザムトゲマインデ・エッシャースハウゼン＝シュタットオルデンドルフを構成する自治体の一つである。

## 地理

### 位置
この町はゾリング＝フォーグラー自然公園の東周縁部に位置する。シュタットオルデンドルフの南から南西部にあたる。北から北東のホムブルクの森、北東のエルファス山地、東のホルツベルク（山）、南のゾリング山地、西のブルクベルク（山）といった中低山地に囲まれている。

### 近隣都市
周辺の大きな街としては、シュタットオルデンドルフが北 4km、ダッセルが東 11 km、ホルツミンデンが西 13 kmに位置している。

### 自治体の構成
- ブラーク
- シースハウス
- ショールボルン

## 歴史
デーンゼンの集落がいつ形成されたかは明らかではない。最初の文献記録についても、いくつかの候補があるものの他の集落名に変化していった可能性があり、その時期は確定されていない。1220年に Dedenhusen という村の記録があり、13世紀から14世紀の文献に Deddenhusen という記述があるのがそれとされている。フス派との戦い（1419年 - 1436年）で荒廃したこの村を騎士領として再建する権利を、ゴーデヴァルト・フォン・カムペが1483年に獲得し、彼の死後はその後継者がこの権利を継承した。水城が築かれ、彼の子孫はこの城に住んだが、城はやがて老朽化していった。1825年に古い水城の基礎上に現在の領主館が建設された。交差ヴォールトと分厚い砂岩の壁が、古い建物の名残を伝えている。城の堀と上の池は大部分が埋め立てられた。現在は領主館の北側にだけ池が遺されている。この騎士館は、1970年に500年近くにわたってこれを保持してきたカムペ家から売却された。1985年以降この旧領主館は余暇施設として利用されている。

## 行政

### 議会
この町の議会は11議席からなる。

## 文化と見所

### 建築
- 40基の棺があるカムペ家の墓所
- ハウプト通り沿いの外れにあるプロテスタント＝ルター派の聖ニコライ教会は16世紀の初め（1502年）にその起源を持つ。その守護権はカムペ家が有していた。この教会は元々はマリア教会であった。現在の教会は、この場所に建つ三代目の建物である。より古い遺構としては、エピタフや洗礼盤がある。2002年に改築され、可動式の前面ガラス壁が取り付けられて、教区集会所としても利用されるようになった。
- 町の景観はニーダーザクセンのホールハウス様式による木組み建築によって特徴付けられている。

### 公園
グーツパーク・デーンゼンには中世の十字架石が3基ある。

## 人物

### 出身者
- ヨアヒム・ハインリヒ・カムペ（1746年 - 1818年）作家、教育家、出版者

## 引用
1. ↑  Landesamt für Statistik Niedersachsen, LSN-Online Regionaldatenbank, Tabelle A100001G: Fortschreibung des Bevölkerungsstandes, Stand 31. Dezember 2023
2. ↑  Kirstin Casemir, Uwe Ohainski: Die Ortsnamen des Landkreises Holzminden. Verlag für Regionalgeschichte, Bielefeld 2007, ISBN 978-3-89534-671-2, pp. 59 - .